# 北区汽车站
北区汽车站是位于中國上海市靜安區中山北路、共和新路路口的汽車站，建成時占地0.34公顷，建筑面积1223平方米。由於汽車站地处上海市區北部，所以得名北區汽車站。北区汽车站建成時有开往嘉定區城區（北嘉线）、安亭（北安线）和江苏省太仓市浏河镇（北浏线）的汽車。
車站前身是国营江苏省汽车专业公司上海分公司经营的北浏线的車站，不過站址並不是在共和新路和中山北路路口，而是在虬江路與公兴路路口。1958年該站移交给上海市公交公司，當時由上海公交公司汽车三场长途车队负责经营。由於虬江路站内還停有沪常线汽車，1962年开始上海公交公司打算在中山北路、共和新路路口筹建新站。1964年上半年汽車站从虬江路迁到中山北路、共和新路路口並对外营业。